# هیپرانت
هیپرانت شاهزاده هخامنشی و سردار ایرانی است. وی فرزند داریوش بزرگ از همسرش فراتاگون و همچنین برادر تنی و کوچکتر ابروکومس و برادر ناتنی خشایارشا بود.
او همراه با برادرش ابروکومس در نبرد ترموپیل در سال ۴۸۰ پیش از میلاد شرکت داشت و در همین جنگ کشته شد.